# Livres de Samuel
Vous lisez un « bon article » labellisé en 2014.
Les livres de Samuel forment une partie de la Bible. Ils racontent les événements survenus pendant une période de l'histoire de l'Israël antique allant de la naissance du prophète Samuel jusqu'à peu avant la mort du roi David, ce que la tradition situe au Xe siècle av. J.-C.
En réalité, sur bases des faits évoqués, les deux livres de Samuel furent rédigés par plusieurs auteurs ou rédacteurs anonymes entre approximativement 1030 avant notre ère et le VIe siècle avant notre ère, couvrant donc les règnes de plusieurs générations de souverains.
À l'origine, il n'existe qu'un seul livre de Samuel, mais la traduction grecque de la Septante le divise en deux (Premier et Deuxième livre de Samuel) et le rattache au livre des Rois qui est également divisé en deux. Ces quatre livres deviennent un ensemble intitulé Règnes qui se retrouve encore dans les Bibles du christianisme orthodoxe. Ils retrouvent leur indépendance dans la version de la Vulgate, mais le livre de Samuel reste divisé en deux. Dans la tradition juive, les livres de Samuel appartiennent au groupe des Prophètes et viennent alors après le livre des Juges. Dans la tradition chrétienne, ils sont compris dans les livres historiques de l'Ancien Testament et suivent le livre de Ruth.
Jusqu'au XVIIIe siècle, la réalité des faits racontés n'est pas contestée : Samuel aurait raconté les événements survenus à partir de sa naissance ; puis, à sa mort, les prophètes Gad et Nathan auraient achevé ce récit historique. Mais à partir du XVIIIe siècle, la recherche biblique interroge peu à peu les évidences théologiques jusqu'à ce que l'on aboutisse à une remise en cause complète de l'auteur, de la date d'écriture et de l'historicité du récit. Selon la théorie la plus couramment adoptée, il s'agit d'une compilation de plusieurs récits anciens repris par un ou des rédacteurs appelés « deutéronomistes ». Elle servirait à montrer que pour être agréée par Dieu, la monarchie doit suivre les lois édictées par celui-ci et inscrites dans le Deutéronome.
Comme ils posent la question du rapport entre le pouvoir de Dieu et celui du roi, les livres de Samuel ont été l'objet de nombreux travaux exégétiques — d'autant que dans ces livres apparaît le roi David qui, dans la théologie chrétienne, est un ancêtre de Jésus Christ. Ils ont été aussi l'objet d'adaptations musicales et théâtrales, surtout sous forme de mystères.

## Titre
En hébreu, les livres de Samuel sont appelés Shemouel (שמואל). À l'origine, les deux livres n'en forment qu'un. C'est lors de la traduction de la Septante que ce livre est rattaché au livre des Rois sous le titre générique de Règnes. Cet ensemble est divisé en quatre parties qui correspondent donc à Samuel 1 (Règnes 1), Samuel 2 (Règnes 2), Premier livre des Rois (Règnes 3) et Second livre des Rois (Règnes 4). Par la suite, dans le texte de la Vulgate, le livre de Samuel et le livre des Rois sont de nouveau séparés et reprennent leur titre original. Cependant, la division en deux livres persiste à cause de la longueur des rouleaux. En effet, comme le grec requiert davantage de place pour traduire un texte hébreu, la disposition sur deux rouleaux facilite la manutention du texte. Dans les Bibles juives, le livre de Samuel n'est pas divisé avant le XVe siècle sous l'influence des Bibles chrétiennes ; un siècle plus tard est imprimée la première Bible juive comportant deux livres de Samuel. L'Église orthodoxe, cependant, garde toujours comme texte de référence la version de la Septante et le regroupement en quatre livres Règnes continue à être utilisé.

## Texte

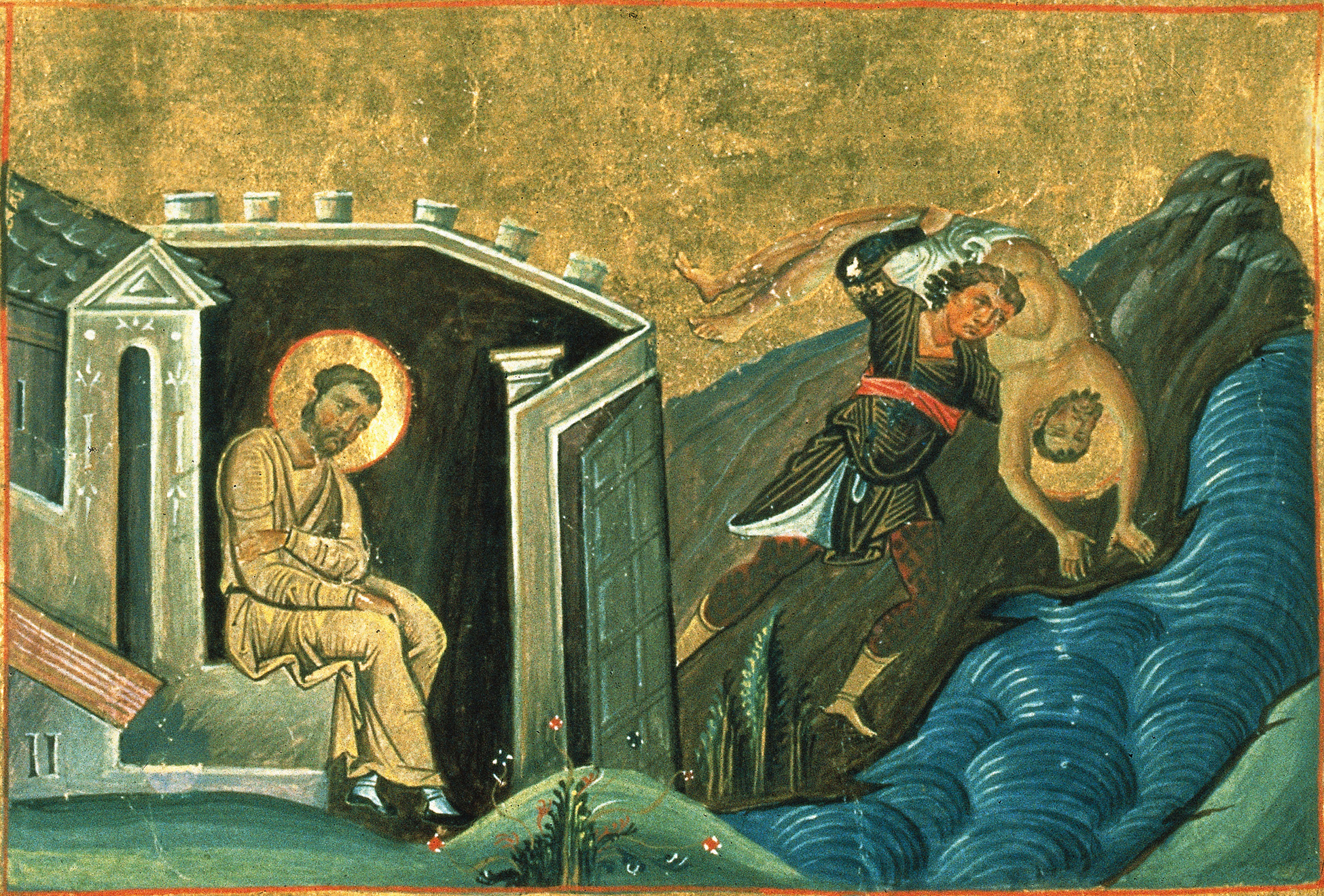
Lucien d'Antioche dans le Ménologe de Basile II daté du (bibliothèque Vaticane).

Le texte du livre de Samuel est connu dans deux versions principales, celle de la Septante, traduction grecque de la Bible datée du IIIe siècle av. J.-C., et celle du texte massorétique écrite en hébreu au Xe siècle, qui présentent des différences notables. La découverte des manuscrits de la mer Morte a montré que ces deux versions étaient les héritières de deux traditions différentes et que la Septante n'était pas une traduction fautive du texte hébreu. Au contraire, le texte massorétique est difficile et comprend des erreurs qui ont été souvent corrigées grâce au texte de la Septante. Ainsi, en 1842, est édité l'ouvrage Die Blücher Samuelis, d'Otto Thenius, qui propose un texte inspiré du massorétique, mais qui l'adapte à chaque difficulté en utilisant la Septante. Il est le premier d'une longue lignée qui se poursuit jusqu'à la découverte des manuscrits de la mer Morte. En effet, plusieurs de ces manuscrits, qui datent du IIe siècle av. J.-C., présentent un texte proche de celui de la Septante, bien qu'ils soient incomplets,. Dès lors, des chercheurs comme Frank Moore Cross supposent que le texte biblique n'était pas aussi fixe qu'il est maintenant, mais que des traditions différentes s'étaient imposées dans différentes parties de l'Empire romain. Après avoir été très critiqué, le texte massorétique retrouve des défenseurs qui cherchent à résoudre les difficultés du texte en partant de la linguistique.
La version même de la Septante n'est pas univoque et il en existe plusieurs éditions antiques. Ainsi, à la version kaigé s'oppose la version attribuée à Lucien d'Antioche, écrite aux alentours de l'an 300. Cette dernière prolonge le livre de Samuel en y ajoutant le premier et le deuxième chapitre (jusqu'au verset 11) du livre des Rois qui décrit la mort du roi David. Il semble que cette version, écrite pour une lecture publique lors du culte, reprenne une tradition bien plus ancienne, proche de celle trouvée dans les manuscrits de la mer Morte.

## Récit

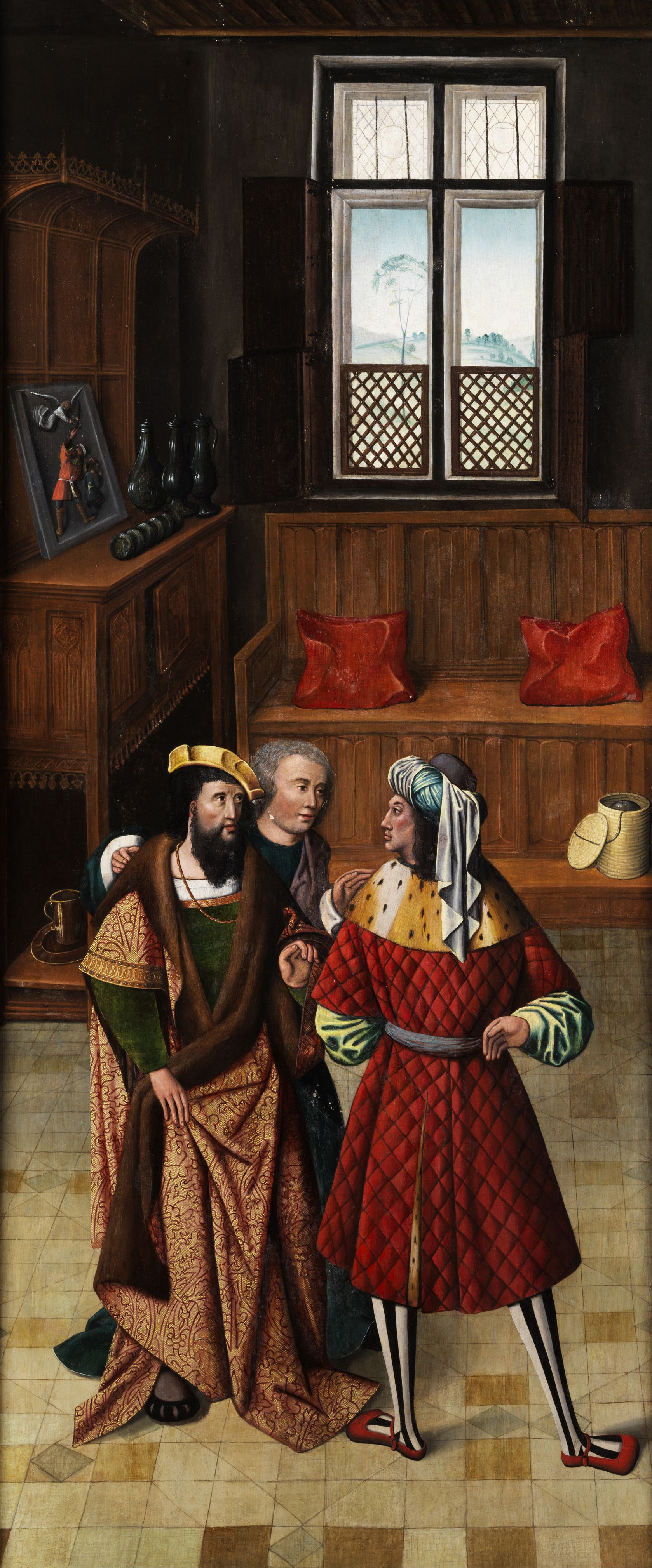
Samuel entre Saül et David. École andalouse, vers 1500-1520.

Bien que le Premier livre couvre à peu près la durée de la vie de Samuel, il s'intéresse également à l'histoire de Saül, et plus encore à celle de David ; leurs trois parcours s'entrecroisent à travers l'ensemble du Premier livre, qui montre la mise en place d'un système monarchique. Le Deuxième livre, en revanche, ne retient plus que l'histoire de David et évoque les gloires comme les vicissitudes de son règne.
Grâce à l'usage d'un art narratif remarquable qui se retrouve à travers de nombreux genres littéraires différents, la complexité de figures comme celles de Saül et de David reflète la richesse des traditions bibliques sur ces deux grands rois fondateurs.

### Premier livre de Samuel
Après avoir présenté Samuel, le dernier « juge » d'Israël, dans les chapitres 1 à 7, le texte s'intéresse à Saül et aux relations qu'il entretient avec Samuel, au cours des chapitres 8 à 15. C'est à ce moment du récit qu'est décrit le choix de Saül comme roi, malgré le désaveu de cette fonction par Yahvé, qui y voit un rejet de sa majesté divine au profit d'une royauté humaine. Les derniers chapitres montrent le déclin de Saül opposé à l'essor de David, et la mort héroïque du roi dont le récit achève le livre.
- Premier livre de Samuel  (trad. le chanoine Crampon), 1923 (Wikisource)

### Deuxième livre de Samuel
Ce livre est consacré à David, qui est proclamé roi de Juda alors qu'au nord règne Abner, commandant des armées de Saül au nom d'Ishboshet, fils de Saül. Lorsque Ishboshet meurt, David devient roi de la totalité du pays, fait de Jérusalem sa capitale, vainc les Philistins et soumet la Transjordanie et la Syrie (chapitres 5 à 8). Les chapitres 9 à 20 font état des luttes que doit mener David, en particulier contre son fils Absalom ; sa succession par Salomon, l'un de ses autres fils, est annoncée. Les quatre derniers chapitres relatent divers épisodes de la vie du roi.
- Deuxième livre de Samuel  (trad. le chanoine Crampon), 1923 (Wikisource)

## Plan

### Place dans les canons
Dans la Bible juive, le livre de Samuel appartient au groupe des « Prophètes antérieurs » (Neviim Rishonim [נביאים ראשונים]), qui comprend aussi le livre de Josué, le livre des Juges et le livre des Rois. Dans la tradition chrétienne, les livres de Samuel appartiennent aux livres historiques (qui intercalent le livre de Ruth entre les Juges et Samuel) et sont suivis des livres des Rois.
Une partie de la critique biblique suppose que le livre de Samuel faisait, à l'origine, partie d'un vaste ensemble dénommé Ennéateuque, qui aurait compris les cinq livres du Pentateuque et les quatre livres des Prophètes antérieurs. Cependant, même si des indices montrent que des liens existent entre les neuf premiers livres de la Bible (récit unique partant de la création du monde à la prise de Jérusalem et quelques éléments qui se répondent d'un livre à l'autre), cette hypothèse tient difficilement. En effet, il n'a jamais été retrouvé de recueils de rouleaux comprenant tout cet ensemble, et trop de différences stylistiques existent pour laisser supposer une écriture unique.

### Structure
Le livre de Samuel est organisé autour d'une opposition forte entre deux parties disproportionnées. La première, qui va du début du Premier livre jusqu'au chapitre 15, présente Samuel, Saül et le début de la monarchie ; la seconde s'intéresse à David, de ses débuts à la cour de Saül jusqu'aux événements marquants de la fin de son règne, et se développe du chapitre 16 jusqu'à la fin du second livre (chapitre 24). Le Premier livre s'arrête à la mort de Saül et le Deuxième est consacré uniquement à David.
David Toshio Tsumura fait remarquer que des poèmes servent à structurer le récit. En effet à la chanson de Hannah, mère de Samuel, en 1S 2 répond celle de David ainsi que ses dernières paroles en 2S 22 et 2S 23 et entre les deux parties (règne de Saül dans le livre 1 et règne de David au livre 2) s'insère l'élégie de David pour Saül et Jonathan, qui par ailleurs répond aussi à la chanson de Hannah puisque dans les deux cas se retrouvent une narration suivie d'un poème.
À l'intérieur de ces grands ensembles, de plus petits regroupements sont visibles comme celui du récit de l'arche (qui pourrait être très ancien et même précéder les récits davidiques), ou encore celui de l'ascension de David (de 1S 16 à 2S 8). Nihan et Nocquet distinguent ainsi cinq « grands ensembles narratifs » qui ont subi un ou plusieurs travaux d'édition pour devenir un tout cohérent. Le récit se structure alors comme suit :
- L'histoire de Samuel puis celle de Saül issue de traditions sur Samuel et Saül[n 4] dont les sources sont multiples, mais pour lesquelles il est certain que la représentation de Samuel comme seul prophète accrédité de Yahvé et comme dernier juge-sauveur est « clairement une création deutéronomiste, qui n'a aucune base traditionnelle[21]. » Cette partie plus particulièrement présente les débuts de Samuel, la fin du culte à Silo, le choix des Hébreux pour un roi qui s'avère être Saül et enfin le rejet de Saül par Yahvé. À l'intérieur de cet ensemble s'insère celui du « récit de l'arche » capturée par les Philistins puis retournée en Israël pour être transférée à Jérusalem[n 5]. Cette histoire a été divisée et sa fin est reportée en 2S 6[22].
- Après cette partie arrive le « récit de l'ascension de David »[n 6] qui légitime le roi et sa dynastie, et fut très certainement composé à la cour de Jérusalem à partir de traditions plus anciennes, au plus tôt à la fin du VIIIe siècle av. J.-C. et probablement sous le règne de Josias[23].
Dans cette partie David fait son apparition, tue le géant philistin Goliath et vit à la cour de Saül 1S 16 à 1S 18.
Pris en haine par Saül, David est obligé de fuir 1S 19 à 1S 26.
David forme une troupe de guerriers poursuivie par l'armée de Saül. David et ses hommes se réfugient chez les Philistins avant que ceux-ci s'arment contre les Hébreux. Saül meurt lors du combat 1S 27 à 1S 31.
David devient roi d'Israël et de Juda 2S 1 à 2S 8.
- Enfin le « récit de la succession »[n 7], à la narration si réaliste que certains auteurs y voient les traces d'une narration très précoce par un témoin direct, quand d'autres y discernent une volonté de propagande politique destinée à légitimer la royauté salomonienne après la mort de David. Mais il est plus généralement admis que, là aussi, une rédaction antérieure au VIIIe siècle av. J.-C. est peu probable[24]. David établi sur le trône mène plusieurs combats contre des royaumes proches, contre son fils Absalom, contre un rebelle, Shéba.
David mène plusieurs guerres, tombe amoureux de Bethsabée, fait tuer son mari Urie. Bethsabée donne naissance à Salomon 2S 9 à 2S 12.
Le fils de David, Amnon, viole une de ses demi-sœurs et plus tard est tué par Absalom 2S 13 à 2S 14. Absalom se révolte contre David 2S 15 à 2S 19 puis Shéba entraîne Israël contre David qui ne peut s'appuyer que sur Juda 2S 20.
- L'appendice aux livres de Samuel[n 8], composé à partir de différentes traditions[21].

L'existence de récits quasiment autonomes a été proposée par Leonhard Rost dès 1926. Lorsque le chercheur Martin Noth présente sa théorie d'un récit deutéronomiste, il reprend cette idée ancienne en suggérant que le rédacteur deutéronomiste se soit emparé de cet ensemble de récits, et les ait alors reliés. Cependant, même si la théorie de Noth s'impose majoritairement dans la recherche biblique, d'autres auteurs postulent que la compilation de récits aurait eu lieu bien avant, dans un cercle prophétique entre le IXe et VIIIe siècles av. J.-C.. Le rédacteur deutéronomiste aurait alors repris ce texte pour l'adapter selon son opinion anti-monarchiste. La rédaction deutéronomiste aurait été reprise plusieurs fois et à un premier ensemble de récits assemblés de 1S 1 à 2S 8, deux autres parties auraient été ajoutées (2S 9 à 2S 20 puis 2S 21 à 2S 24).

## Auteur et datation

### Point de vue traditionnel et théorie documentaire classique
La tradition juive, comme le montre le traité du Talmud Baba Batra, attribue au prophète Samuel la rédaction du livre qui porte son nom. C'est le prophète Gad qui aurait raconté les événements se déroulant après la mort de Samuel. Une autre tradition ancienne fait de Jérémie l'auteur de ces deux livres car il est considéré comme celui du Livre des Rois. L’exégèse a depuis rejeté ces traditions et proposé d'autres auteurs, bien que jusqu'à présent aucune théorie n'ait réussi à convaincre la totalité des chercheurs.
À la fin du XVIIIe siècle, Johann Gottfried Eichhorn suppose que le livre de Samuel provient d'une source ancienne racontant la vie de David. Celui-ci aurait régné au Xe siècle av. J.-C.. Puis au XIXe siècle Charles-Henri Graf, appartenant à l'école de la théorie documentaire, tend à démontrer l'existence de deux sources distinctes aux fonctions différentes. La première aurait été plus attachée aux événements historiques et la seconde serait d'inspiration plus théologique. Sur ce modèle, plusieurs chercheurs proposent des théories pour distinguer les strates successives du livre : s'inspirant des éléments de recherche concernant le Pentateuque, ils retrouvent des textes élohistes, jahvistes, etc.

### Théories actuelles
À l'heure actuelle, bien que certains continuent à défendre des thèses de cet ordre, la théorie dominante, celle de l'histoire deutéronomiste, propose une écriture par un groupe de scribes d'un récit historique partant du Deutéronome pour s'achever au livre des Rois et comprenant les Livres de Samuel. Ce récit aurait été construit à partir de plusieurs histoires : histoire de la succession, histoire de l'arche, histoire de l'accession au trône de David. Cependant certains exégètes, comme Konrad Schmidt, rejettent cette hypothèse. Selon cet auteur, il aurait existé avant l'Exil un récit couvrant la période de Moïse et de Josué. Pendant l'Exil, un récit retraçant la vie des rois d'Israël et de Juda aurait été écrit. Lors de la création du Pentateuque, ce texte historique aurait intégré le livre de Josué et l'ensemble aurait été divisé en plusieurs livres : Josué, Samuel et Rois.
Même si la théorie de l'histoire deutéronomiste est retenue, la datation de l'œuvre est encore une question ouverte. Plusieurs écoles s'affrontent sur la résolution de ce problème. Les chercheurs américains, suivant la solution trouvée par Frank Moore Cross, supposent généralement que le livre a été composé à l'époque du roi Josias, au VIIe siècle av. J.-C. En revanche, d'autres exégètes, s'appuyant sur le ton anti-monarchiste du livre, affirment que le livre a été écrit après la chute de Jérusalem, donc à partir de -586.
Une question encore ouverte aujourd'hui est celle de savoir si l’œuvre a été écrite en une fois, ou si elle a été remaniée par plusieurs rédactions successives. Certains auteurs en reviennent à l'auteur deutéronomiste unique de Noth, tandis que d'autres distinguent plusieurs rédactions deutéronomistes successives. Des tensions dans les livres de Samuel, et un langage tardif pour certains passages, font en effet penser qu'une partie de l’œuvre a été écrite après le retour d'exil, tandis qu'une autre partie, plus favorable à la royauté, date vraisemblablement du début de l'exil.

## Réalité historique
Les livres de Samuel présentent la constitution d'un royaume d'Israël sous l'égide de Saül dans un premier temps, puis sous l'autorité de David, qui est considéré comme le fondateur de la dynastie des rois de Juda. Or, la majorité de la communauté scientifique rejette l'idée d'un royaume hébreu puissant à l'époque de David. En effet, les recherches archéologiques montrent selon l'interprétation la plus répandue, et reprise par Christophe Nihan et Dany Nocquet, que le royaume de Juda apparaît tardivement, à la fin du VIIIe siècle av. J.-C., lorsque le royaume de Samarie disparaît. À l'époque de David, il existe seulement des clans dominant des territoires et effectuant des razzias sur ceux avoisinants. Dans cette optique, l'histoire de Samuel, de Saül et de David est donc considérée comme une légende. Le nom de David est toutefois attesté sur la stèle de Tel Dan datée du IXe ou VIIIe siècle av. J.-C. et peut-être aussi sur la stèle de Mesha datée du IXe siècle av. J.-C. si l'interprétation du chercheur français André Lemaire est correcte.
Cette reconstruction a posteriori par les rédacteurs des livres de Samuel, d'un royaume puissant au XIe siècle av. J.-C. ne signifie pas qu'aucun royaume hébreu ne soit apparu à cette époque. En effet, à l'époque de l'âge du fer se créent les royaumes d'Ammon, de Moab, etc., et il est donc possible qu'un royaume hébreu dépendant des Philistins ait vu le jour.

## Thèmes et théologie

### Finalité du texte
Le livre de Samuel s'inscrit dans une série de textes qui va de la Genèse aux livres des Chroniques et qui servent de récit historique aux Hébreux. Cependant, cet aspect important et évident n'est pas le seul qui structure le récit car le livre de Samuel est tout autant un livre théologique qu'un livre historique. Les enseignements théologiques peuvent être résumés en quatre points : tout d'abord, Dieu dirige les affaires des hommes ; de plus, il est attaché à son peuple et veut son bonheur même lorsqu'il le punit à cause de sa conduite. Par ailleurs, Dieu élit des êtres d'exception comme David pour qu'ils montrent la voie à leur peuple. Enfin, Dieu se manifeste par des paroles et des actes qui sauvent les Hébreux lorsqu'ils sont menacés par les tribus voisines.

### Idéologie

#### Aspects religieux

##### L'existence humaine
L'être humain apparaît dans ce livre comme soumis à la volonté divine. La prière d'Hanna présente dès le début du livre insiste sur cet aspect : Dieu dirige le monde entier et lui seul décide des fortunes humaines. Même si cela n'apparaît pas clairement aux hommes, Yahvé organise le monde pour le bien des élus. Dès lors, une obéissance inconditionnelle est demandée.

##### Le prophète et le roi
Le livre de Samuel, même s'il est une compilation de récits, est marqué par l'idéologie attribuée à l'école deutéronomiste. En effet, bien qu'il présente la création de la monarchie, le texte en constitue dans le même temps une critique. La perte de confiance du peuple envers le système des juges, après l'épisode de la corruption des fils de Samuel telle qu'elle est dépeinte au chapitre 8, amène les Hébreux à demander à Samuel un roi. Or, même si l'instauration de la monarchie était prévue et reçoit l'aval de Yahvé, elle est quand même montrée comme un rejet de l'autorité divine. La seule condition acceptable pour l'instauration de la royauté est une obéissance sans faille du roi et de ses sujets aux ordres divins. C'est en cela que réside l'opposition essentielle entre Saül et David : le premier se rebelle contre Yahvé alors que le second s'y soumet totalement. L'idéal reste cependant le personnage de Samuel qui est le réel représentant de Yahvé ; il est tout autant prophète que chef politique ou militaire. De même, le rédacteur deutéronomiste juge que les Hébreux, lorsqu'ils reviendront de l'exil pour retrouver Jérusalem, devront s'unir autour de l'obéissance à Dieu et plus concrètement à sa loi écrite dans le Deutéronome et non autour d'un roi. Le roi est un mal nécessaire désiré par le peuple mais il est légitime à la seule condition qu'il se soumette totalement à Dieu et qu'il reconnaisse la prédominance des prophètes (comme le fait David).

#### Aspects politiques

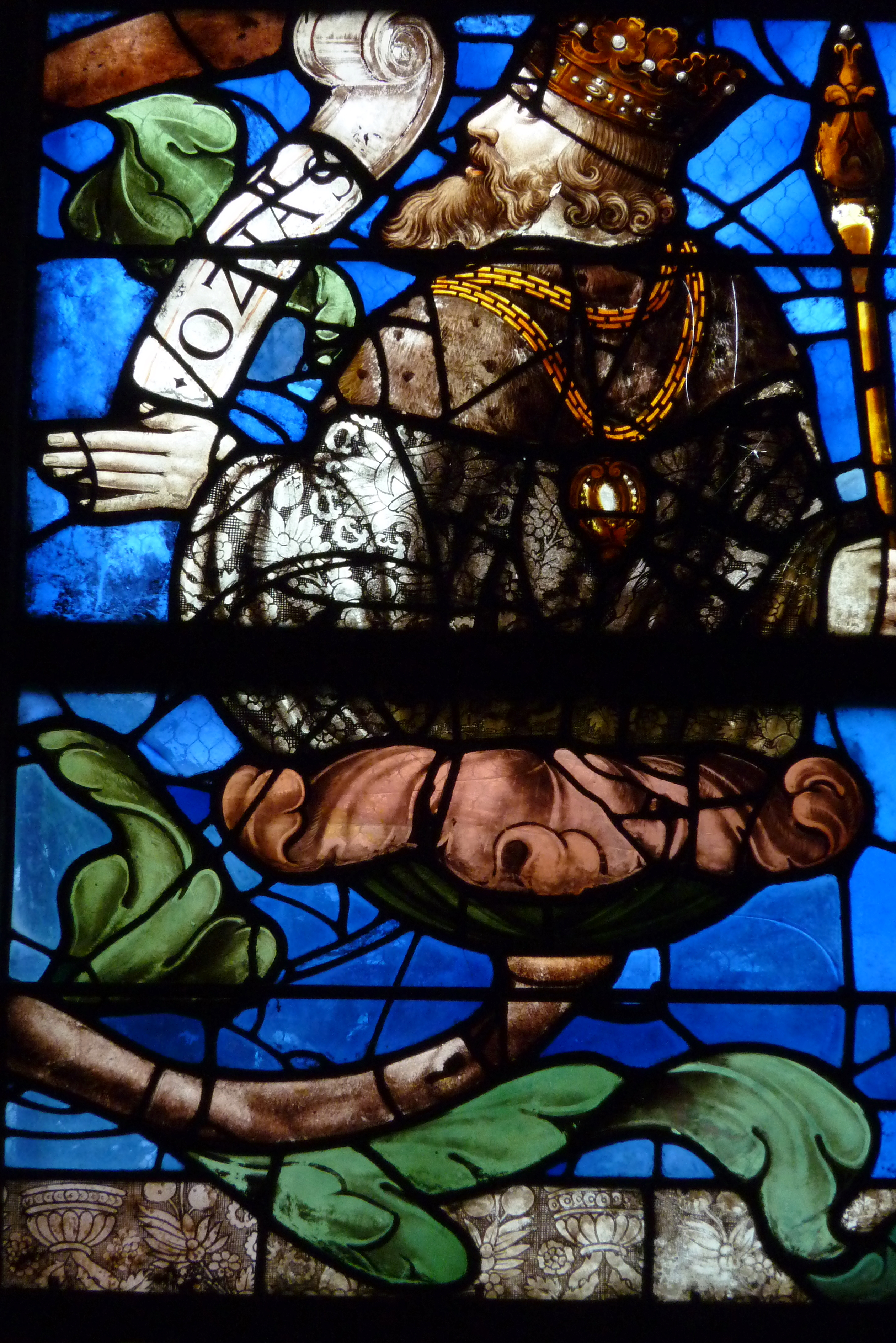
Le roi Josias, vitrail de l'église Saint-Martin de Groslay daté de 1572. Une partie du texte de Samuel a pu être composée sous son règne afin de soutenir la légitimité de la dynastie davidique à laquelle il appartient.

Sur le plan politique, le livre de Samuel présente aussi une volonté d'unir Juda et Israël et plus particulièrement le territoire de Benjamin d'où est issu Saül. Alors que le royaume de Samarie a disparu, Juda se présente comme héritier du royaume davidique qui comprenait toutes les tribus des Hébreux. Le territoire de Benjamin est le plus proche de celui de Juda et l'insistance dans le texte pour faire de David le successeur légitime de Saül s'explique par les prétentions territoriales de Juda sur son voisin à l'époque de la rédaction deutéronomiste. D'ailleurs ces deux territoires sont réunis lorsqu'ils sont dominés par l'empire néo-babylonien. Ces prétentions territoriales sont aussi le signe des tensions qui existent entre les deux royaumes. Le livre de Samuel montre aussi ces tensions à l'œuvre car selon les passages, le terme « Israël » inclut ou exclut la région de Juda ; et dans le Deuxième livre, Absalom se révolte en appelant les régions du Nord à se dresser contre son père David qui règne sur le sud. D'emblée, les livres de Samuel se construisent donc autour de l'opposition entre deux types différents de royauté : celle du roi Saül, qui est benjaminite, et celle de David le Judéen.

## Intertextualité
La figure du roi est donc ambiguë. Incarnée par David qui a été choisi par Yahvé et auquel a été promise une descendance perpétuellement royale, elle ne peut être rejetée totalement ; mais la catastrophe de l'exil expliqué comme un continuel reniement de Yahvé par les rois montre que la monarchie ne peut être une forme valable de gouvernement. Cette ambivalence née de la confrontation entre les légendes anciennes favorables à David et la réalité de l'exil va perdurer dans les années suivantes puis, lorsque l'espoir d'une restauration davidique disparaît, se transformer en une espérance messianique. La personne du Christ telle qu'elle est présentée dans les Évangiles, descendant de David et incarnant la loi divine, permet la résolution de cette tension.

### Ancien Testament
Le psaume 18 qui célèbre une victoire est entièrement copié du chapitre 22 du Deuxième livre, mais d'autres livres bibliques font aussi référence au livre de Samuel. Ainsi, le livre d'Isaïe qui défend une alliance sacerdotale entre Yahvé et ses prêtres s'oppose au livre de Samuel qui défend une alliance davidique entre Yahvé et la famille de David, assurée d'être à jamais choisie pour régner sur les Hébreux.
Le Premier Livre des Chroniques évoque explicitement le livre de Samuel en évoquant l'histoire de David :

« Les actions du roi David, les premières et les dernières, sont écrites dans le Livre de Samuel le voyant (en), dans le Livre de Nathan le prophète (en), et dans le livre de Gad le prophète (en) (…) »

### Nouveau Testament
Dans le Nouveau Testament le livre de Samuel est peu cité, bien que Jésus soit présenté comme « fils de David ». Il est fait référence au début du chapitre 21, qui raconte l'épisode de David chez les prêtres de Nob, dans le chapitre 2 de l'évangile selon Marc et des deux autres évangiles synoptiques. Les Actes des Apôtres et l'épître aux Hébreux évoquent le livre de Samuel et plus précisément l'oracle de Nathan, et présentent Samuel comme le premier des prophètes. Enfin, lors du récit de la naissance du Christ, le chapitre 5 du livre 2 de Samuel est cité.

## Postérité

### Commentaires et exégèse
Comme David est présenté comme annonciateur du Christ, le livre de Samuel a suscité l'intérêt des pères de l'Église comme Jean Chrysostome ou Origène et des commentateurs postérieurs comme Théodoret de Cyr ou Bède le Vénérable. En effet, David dans ce livre présente plusieurs particularités qui sont reprises plus tard par les Évangiles : il libère son peuple de la menace philistine là où Jésus libère l'humanité de Satan et de la mort ; il est roi et prophète comme le Christ.
La figure de David est utilisée plusieurs fois dans les siècles suivants afin de comparer le suzerain du moment à celui-ci. Ainsi l'empereur Théodose est-il pris à partie en 390 par Ambroise de Milan qui, dans une lettre, le compare à David ayant fait tuer Urie le Hittite alors qu'Ambroise se met, lui, à la place du prophète Nathan. Plus tard, Charlemagne est présenté comme le nouveau David, mais cette fois, l'accent est mis sur la double nature de la royauté de Charlemagne qui — comme celle de David — possède une dimension religieuse.
D'autres éléments du texte ont été utilisés comme outils de référence. Ainsi, Origène établit une liste d'événements liés aux prophètes de l'Ancien Testament, et notamment de Samuel, afin d'en montrer l'aspect préfiguratif du Messie. Plus anecdotique, dans la deuxième moitié du XVIe siècle commence un débat sur la danse et sur sa possible interdiction. Les défenseurs de cette pratique citent le chapitre 6 du deuxième livre de Samuel dans lequel le roi David danse. Différentes lectures (théologique, morale, exégétique et politique) de ce passage entraînent de nouvelles questions sur cet art et le sujet reste discuté jusqu'au XVIIe siècle.

### Dans les arts

#### Théâtre et littérature

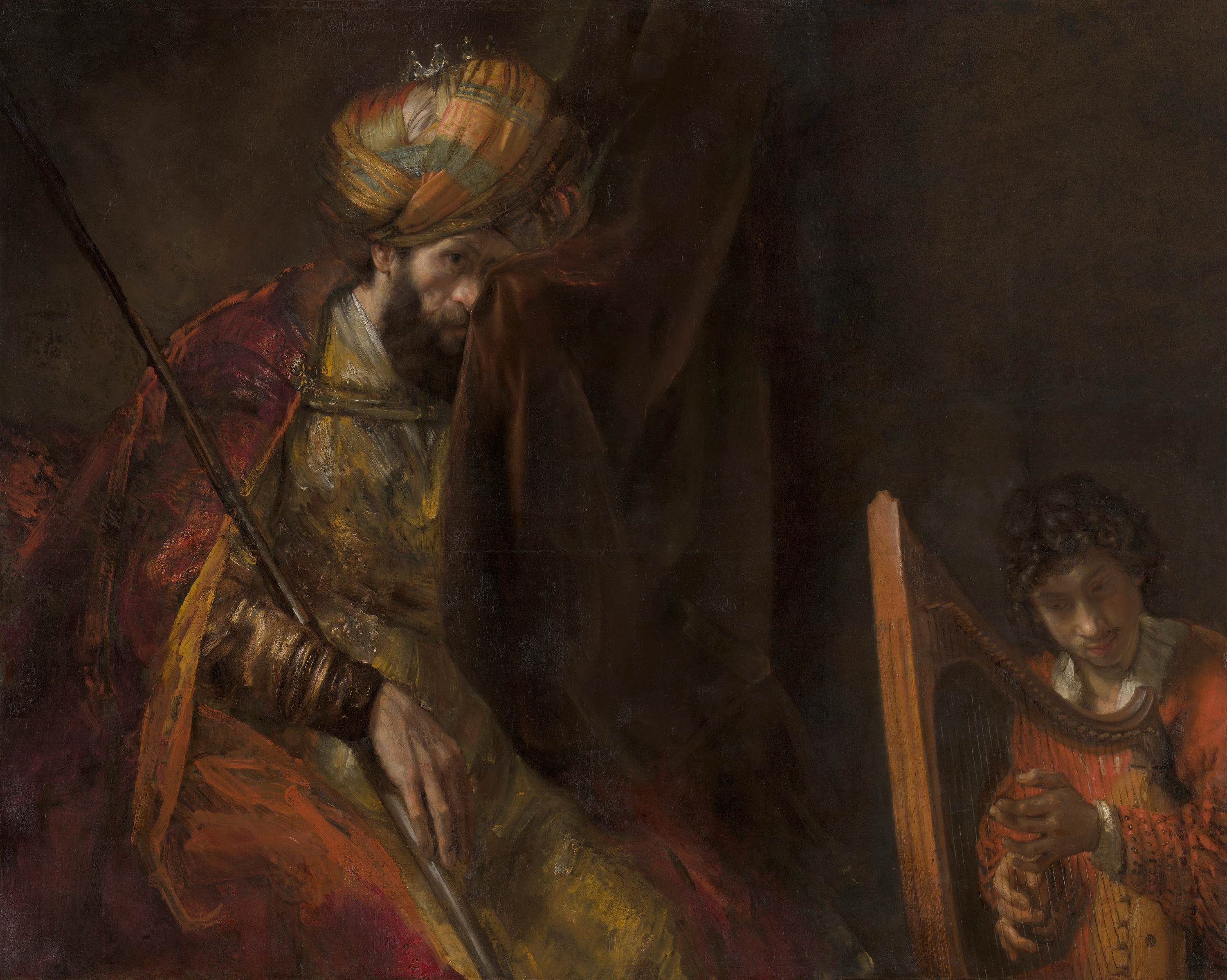
Rembrandt, Saül et David, XVIIe siècle. Musée Mauritshuis, La Haye.

Les livres de Samuel, comme d'autres livres de l'Ancien Testament, ont été une source d'inspiration importante pour les auteurs de mystères en France. Deux ensembles de mystères comportent des pièces dans lesquelles on retrouve des épisodes et des personnages des livres de Samuel. Le premier est celui des Mystères de la procession de Lille qui étaient joués chaque année lors de la procession de Lille au XVe siècle. Sur les 72 pièces du recueil, 12 reprennent des épisodes relatés dans les livres de Samuel. Ce sont, dans l'ordre des épisodes relatés dans la Bible : La prise de l'arche par les Philistins, Le sacre de Saül, La guerre de Saül contre Amaleq, L'attentat de Saül contre David, David et Jonathan, David et Abigaïl, Joab et Abner, David et Bethsabée, Le viol de Tamar, La guerre d'Absalom contre David, La révolte de Sheba contre David et Le dénombrement du peuple d'Israël.
Le second ensemble est une partie de la compilation intitulée Mistére du Viel Testament, un texte d'environ 50 000 vers qui servait probablement de fonds duquel les acteurs se servaient pour présenter un mystère. Alors que les mystères de Lille ne s'intéressent pas à la jeunesse du roi David, le Viel Testament présente des épisodes à jouer reprenant son enfance, son combat contre Goliath et d'autres événements précédant la lutte de Saül et de David. À la Renaissance, des dramaturges réécrivent pour le théâtre des épisodes bibliques, dont ceux du livre de Samuel. Ainsi Louis des Masures en 1566 écrit David combattant, David triomphant, David fugitif qui forment un ensemble intitulé Tragédies Saintes dans lequel se retrouvent des signes distinctifs des mystères ; d'autres comme Jean de la Taille préfèrent au contraire suivre le modèle de la tragédie antique comme dans la pièce Saül le furieux qui date de 1572. Les personnages de Saül et David sont alors, en cette période de guerres de religion, un moyen pour développer les opinions catholiques ou protestantes des lecteurs et des spectateurs.
La fin du XVIe siècle marque le déclin rapide des pièces dont le sujet est tiré de la Bible. Le 17 novembre 1548, la représentation des mystères est interdite à Paris et cet interdit est imité dans presque toutes les provinces françaises à la fin du XVIe siècle. L'Église catholique comme les pasteurs protestants condamnent la représentation de pièces bibliques et les auteurs s'exécutent, de sorte qu'à partir du XVIIe siècle de telles pièces n'apparaissent plus au répertoire des théâtres officiels. En revanche, dans les villages continuent à être joués des mystères, dont certains s'inspirent des livres de Samuel ; mais le caractère populaire de ces spectacles entraîne l'absence ou la disparition de traces écrites qui pourraient permettre de connaître en détail cette activité théâtrale foisonnante. Par ailleurs, le théâtre scolaire, bien que l'éducation soit tenue par des religieux, continue à autoriser la représentation de pièces inspirées de l'Ancien Testament : on trouve ainsi des traces de pièces mettant en scène les personnages des livres de Samuel — principalement David — qui permettent de délivrer un message édifiant aux jeunes acteurs et aux spectateurs. Quelques pièces théâtrales comme celle de Pierre du Ryer (Saul, 1642) ou encore celle d'Alfieri (Saul, 1782) abordent ainsi des thèmes inspirés de Samuel et de ses personnages.
Aux XVIIIe et XIXe siècles, quelques auteurs français écrivent encore des pièces bibliques se basant sur le texte de Samuel (Voltaire rédige ainsi en 1763 la pièce burlesque Saül, qui n'est d'ailleurs pas destinée à être jouée), mais le théâtre biblique n'a plus guère d'importance. Dans les autres pays européens, ce genre littéraire est aussi délaissé à partir de la fin du XVIe siècle pour les mêmes raisons. En Angleterre, la chronique historique prend le relais ; en Espagne, le théâtre garde des liens avec la religion mais le genre de l'auto sacramental s'impose.
Néanmoins, outre la figure centrale de David, d'autres personnages comme Saül continuent à intéresser des auteurs jusqu'au XXe siècle. Après Voltaire, et s'inspirant largement d'Alfieri, Alphonse de Lamartine reprend certains de ses thèmes dans sa tragédie Saül écrite en 1818. Plus tard, André Gide reprend également des éléments du livre de Samuel (Saül en 1903, Bethsabée en 1912). Thomas Hardy se base aussi sur certains de ses ressorts dramatiques pour The Mayor of Casterbridge, comme le font plusieurs poètes comme Byron, Browning et Rilke.

#### Musique

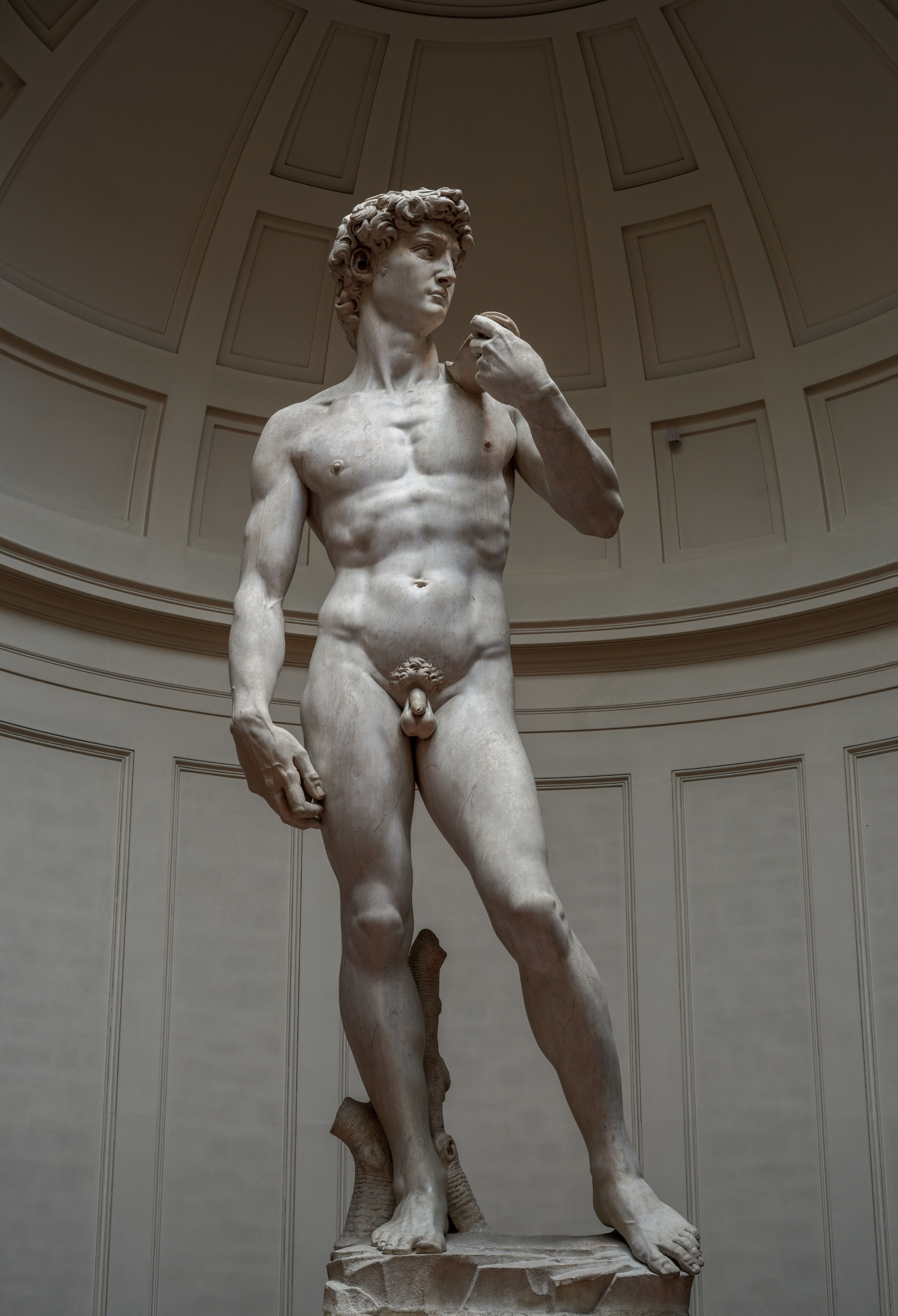
Le personnage de David, tiré des livres de Samuel, influence également l'art sculptural comme en témoigne le célèbre David (entre 1501 et 1504) de Michel-Ange.

L'art musical utilise souvent la Bible comme source, mais il s'agit alors essentiellement de textes issus du Nouveau Testament ou des Psaumes. Pour qu'un épisode tel que ceux trouvés dans les livres de Samuel soit utilisé, il y faut une œuvre longue comme un opéra ou un oratorio. Dans ce genre, Haendel en 1739 écrit Saül à partir du chapitre 17 du premier livre et du deuxième livre de Samuel. Carl Nielsen compose également Saül et David (danois : Saul og David) en 1902, opéra en quatre actes sur un livret d'Einar Christiansen d'après le premier livre de Samuel ; Darius Milhaud, de même, s'inspire des livres de Samuel pour composer son opéra David en 1954.
Plus spécifiquement, ce sont surtout la figure et l'histoire du roi David qui constituent des thèmes fréquemment repris sous différentes formes artistiques, et notamment en musique, avec par exemple Davide penitente de Mozart (1785) ou encore Le Roi David d'Arthur Honegger (1921).